# Hanna Vitaliïvna Zatons'kych
Hanna Vitaliïvna Zatons'kych (in ucraino Ганна Віталіївна Затонських?; Mariupol', 17 luglio 1978) è una scacchista statunitense di origine ucraina.

## Biografia
Imparò gli scacchi a cinque anni dai genitori, entrambi forti scacchisti. Il padre Vitalyj ha un Elo di 2300 punti e la madre è candidato maestro. Anna vinse la prima partita contro la madre all'età di 14 anni. Nel 1999 ottenne il titolo di Grande Maestro Femminile e nel 2003 di Maestro Internazionale. In Ucraina vinse diversi titoli giovanili e si aggiudicò il campionato nazionale femminile nel 2001 e 2002.
Ha partecipato a nove olimpiadi femminili: due volte con l'Ucraina (Istanbul 2000 e Bled 2002) e sette volte con gli Stati Uniti (Calvià 2004, Torino 2006, Dresda 2008, Chanty-Mansijsk 2010, Istanbul 2012, Tromsø 2014, Baku 2016). Ha vinto la medaglia d'argento di squadra alle olimpiadi di Calvià 2004, la medaglia di bronzo di squadra e la medaglia d'oro individuale in seconda scacchiera alle olimpiadi di Dresda 2008.
Trasferitasi negli Stati Uniti nel 2003, ha vinto il campionato statunitense femminile quattro volte: nel 2006 a San Diego, nel 2008 a Tulsa, nel 2009 e 2011 a Saint Louis.  
Il campionato del 2008 fu deciso da una partita Armageddon con Irina Krush, che Anna vinse coi pezzi neri.
Altri risultati:
- 1997: 3º posto al campionato europeo femminile per club di Fiume, con la squadra Grandmaster School Kiev
- 2005: vince con 9/11 il torneo femminile Arrows Cup di Jinan in Cina[3]

Nella lista Elo del maggio del 2011 ha ottenuto il proprio record con 2537 punti (7ª al mondo in campo femminile e 1ª negli Stati Uniti).
Dopo aver vissuto per alcuni anni in Ohio, vive a Long Island con il marito, il Grande maestro lettone Daniel Fridman.